# Dominick Argento
Dominick Argento (York, Pensilvania, 27 de octubre de 1927-Mineápolis, 20 de febrero de 2019) fue un compositor estadounidense conocido sobre todo como destacado compositor de música coral y ópera lírica.
Entre sus piezas más prominentes se encuentran las óperas Postcard from Morocco, Miss Havisham's Fire y The Masque of Angels, así cxomo los ciclos de canciones Six Elizabethan Songs y From the Diary of Virginia Woolf; la última le supuso obtener el Premio Pulitzer de Música en 1975. En un contexto predominantemente tonal, su música combina libremente tonalidad, atonalidad y un uso lírico de escritura dodecafónica, aunque nada en la música de Argento se acerca a la moda de vanguardia experimental posterior a la Segunda Guerra Mundial.  Es particularmente bien conocido por las sensibles musicalizaciones de textos complejos y sofisticados.

## Biografía
Como estudiante en los años 1950, Argento dividió su tiempo entre Estados Unidos e Italia, y su música está muy influida por sus instructores en los EE. UU. y su afecto personal por Italia, particularmente la ciudad de Florencia.  Muchas de las obras de Argento se escribieron en Florencia, donde pasa una parte del año. Fue profesor (y, posteriormente, profesor emérito) en la Universidad de Minnesota en Mineápolis, y frecuentemente señalaba que encontraba esa ciudad tremendamente defensora de su obra y que él creía que su desarrollo musical se habría visto impedido en caso de haber permanecido en el mundo musical a alta presión de la Costa Este.  Fue uno de los fundadores de la Center Opera Company (ahora la Ópera de Minnesota), y de hecho Newsweek una vez se refirió a las Twin Cities como "ciudad de Argento."
Argento escribió catorce óperas así como grandes ciclos de canciones, obras orquestales, y muchas piezas corales para pequeños y grandes conjuntos, muchas de las cuales fueron encargo de artistas con sede en Minnesota. Se refirió a su esposa, la soprano Carolyn Bailey, como su musa, y ella interpretó con frecuencia sus obras. Ella murió el 2 de febrero de 2006.
En 1984, la Ópera de Minnesota encargó Casanova's Homecoming, con texto del compositor; tuvo una temporada bien recibida en la Ópera de Nueva York, donde ante la insistencia de Beverly Sills se convirtió en la primera ópera interpretada en Nueva York en inglés que tuvo subtítulos en inglés, para asegurar que el público entendiera todos los chistes.  La ópera ganó el Premio del Instituto Nacional para el Teatro Musical de 1986.